# Orlando Cabrera

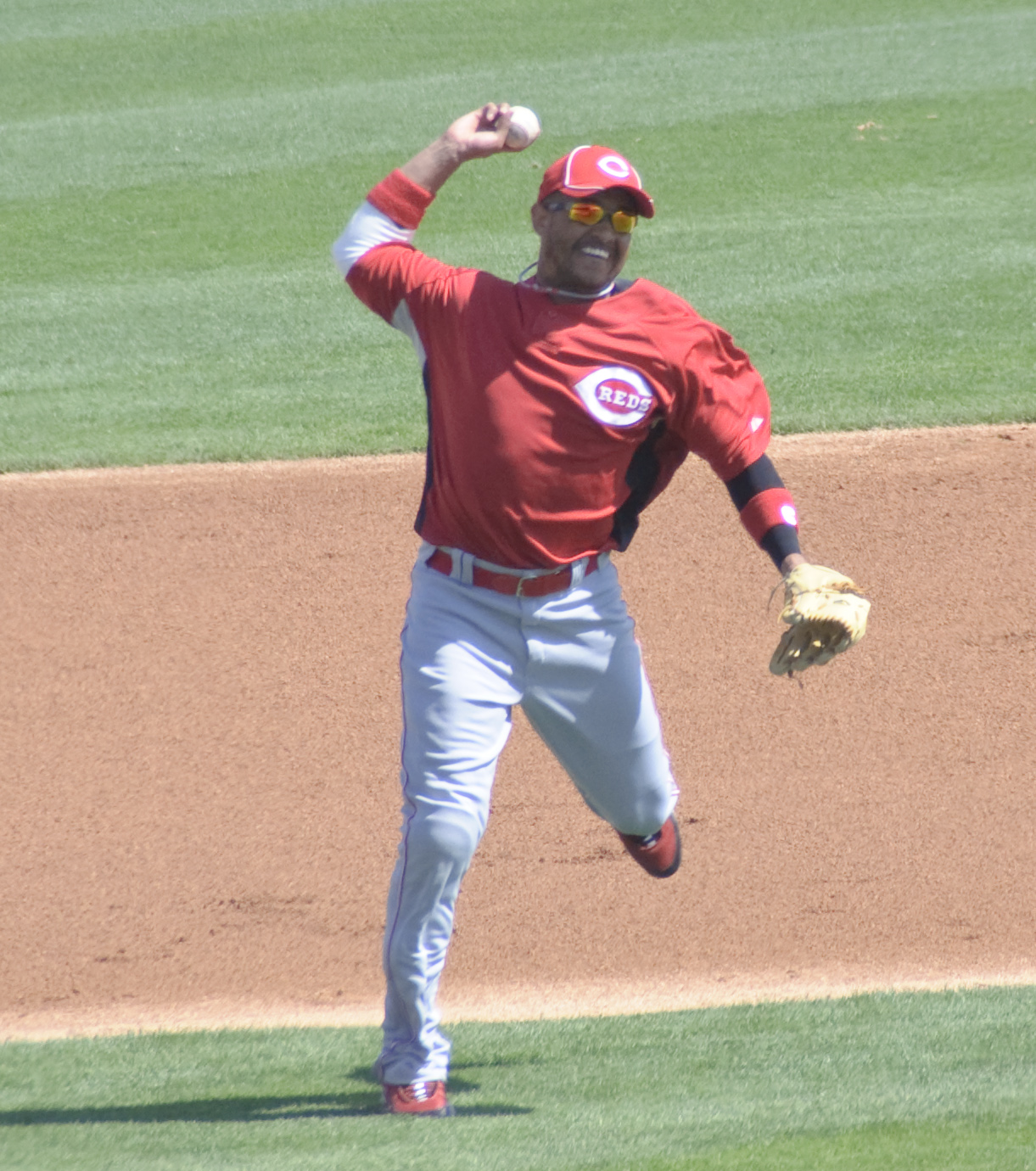

Orlando Luis Cabrera Ramírez (2 de novembro de 1974) é um jogador profissional de beisebol colombiano.

## Carreira
Orlando Cabrera foi campeão da World Series 2002 jogando pelo Anaheim Angels. Na série de partidas decisiva, sua equipe venceu o San Francisco Giants por 4 jogos a 3.